# Avalon hotel

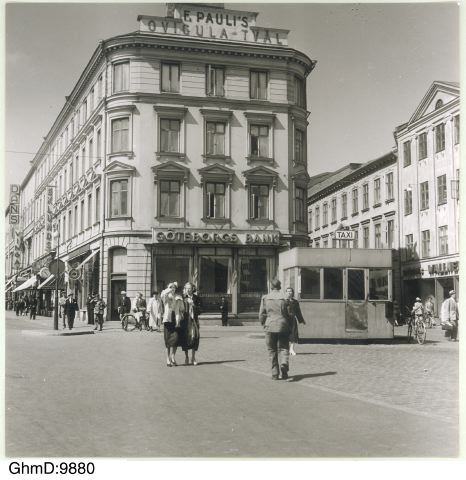
Under en period låg dåvarande Göteborgs Bank vid Kungstorget 9. Foto av Eric Månsson från 1951 i Göteborgs stadsmuseums bildsamling.

Avalon hotel är ett hotell i Göteborg, Sverige med 101 rum och sviter fördelade på sju våningar. Hotellet nominerades till Kasper Salin-priset 2007 och mottog 2008 priset för Göteborgs vackraste byggnad. Hotellet ägs och drivs av Stureplansgruppen. Den 1 september 2015 gick Avalon Hotel med som ett fristående medlemshotell i Petter Stordalens Nordic Hotels & Resorts.

## Byggnadens historia
Byggnaden ingår i kvarteret Idogheten vid Kungstorget. Tomten där hotellet ligger bebyggdes år 1879 med en fyra våningars stenbyggnad, som bland annat huserade Göteborgs bank, men byggnaden brandskadades och revs 1966. Efter branden uppfördes här en enkel barack för butikslokaler. Bygglov för hotellet gavs i januari 2006 och hotellet byggdes 2006–07 på denna plats. Dessutom byggdes delar av byggnaden omedelbart västerut om för att husera en del av hotellet.